# Пулачув
Пулачув (пол. Pułaczów) — село в Польщі, у гміні Ракув Келецького повіту Свентокшиського воєводства.
Населення — 71 особа (2011).
У 1975-1998 роках село належало до Келецького воєводства.

## Демографія
Демографічна структура на день 31 березня 2011 року:
|          | Загалом | Допрацездатний вік | Працездатний вік | Постпрацездатний вік |
| -------- | ------- | ------------------ | ---------------- | -------------------- |
| Чоловіки | 33      | 9                  | 16               | 8                    |
| Жінки    | 38      | 5                  | 19               | 14                   |
| Разом    | 71      | 14                 | 35               | 22                   |